# 崔強一
崔 強一（チェ・ガンイル、(崔康一）朝鮮語: 최강일、1959年9月17日 - ）は、朝鮮民主主義人民共和国の駐オーストリア大使。2020年より現職である。

## 経歴
1959年生まれ、1976年から1980年まで朝鮮人民軍に勤務、その後大学を経て、北朝鮮外務省軍縮平和研究所で研究助手として勤務。1998年、彼はネパールの北朝鮮大使館の参事官になりました。2001年から2004年まで、北朝鮮外務省軍縮平和研究所主任研究員。2004年から2011年まで、国務省の北米局長を務めた。2011年から2015年まで、国連をはじめとするウィーンの国際機関に朝鮮民主主義人民共和国の常駐代表を務めた。その後は平壌の本省で外務省北米局副局長として、対米交渉の実務をしていた。北朝鮮屈指の「米国通」で、かつて北京で開かれていた核問題をめぐる６カ国協議にも参加していた。米朝首脳会談の準備の際、上司にあたる崔善姫を補佐する形で主要な実務を担っていた。